# Nalgonda (dystrykt)

Dystrykt Nalgonda w stanie Telangana

Nalgonda – jeden z dziesięciu dystryktów indyjskiego stanu Telangana, o powierzchni 14 200 km². Liczba mieszkańców tego dystryktu wynosi 3 245 400 osób (2004). Stolicą jest miasto Nalgonda.
Do 2.06.2014 r. dystrykt wchodził w skład stanu Andhra Pradesh.

## Położenie
Dystrykt ten leży w południowej części stanu Telangana. Graniczy on od zachodu z Rangareddi, od północy z Medak i Warangal, od wschodu z Khammam i od południowego zachodu Mahbubnagar. Na południu i wschodzie sąsiaduje z dystryktami Guntur i Krishna  stanu Andhra Pradesh.